# Yūji Horii
Yūji Horii (堀井 雄二?, Horii Yūji; Isola Awaji, 6 gennaio 1954) è un autore di videogiochi giapponese.
Conosciuto per essere l'ideatore della serie di videogiochi Dragon Quest, ha collaborato a Chrono Trigger ed è autore di Portopia Renzoku Satsujin Jiken, considerata una delle prime visual novel.
Nel 2009 ha ricevuto il premio speciale alla CESA Developers Conference.

## Biografia
Horii nacque nell'isola Awaji in Giappone. Si laureò presso il dipartimento di letteratura dell'Università di Waseda. Lavorò come scrittore freelance per quotidiani, fumetti e riviste, tra cui la rubrica videoludica Famicom Shinken che veniva pubblicata in Weekly Shōnen Jump dal 1985 al 1988.
Successivamente entrò in un concorso di programmazione legata a videogiochi sponsorizzato da Enix, dove partecipò con Love Match Tennis, un videogioco di tennis, che lo motivò a diventare un designer di videogiochi.
Horii quindi creò Portopia Renzoku Satsujin Jiken, un gioco che più tardi avrebbe ispirato Hideo Kojima (conosciuto per Metal Gear) ad entrare nell'industria dei videogiochi. È la prima parte della trilogia Yuuji Horii Mysteries, insieme ai suoi seguiti Okhotsk ni Kiyu: Hokkaido Rensa Satsujin (1984) e Karuizawa Yūkai Annai (1985).
Dopo aver creato molte visual novel, Horii creò Dragon Quest, considerato l'archetipo dei videogiochi di ruolo alla giapponese (JRPG). Per tale opera trasse ispirazione da Portopia, Wizardry e da Ultima.
Era appassionato dei giochi di ruolo per PC Apple ed era motivato a creare Dragon Quest per i videogiocatori ordinari, che trovavano tali giochi difficili, e quindi lavorò su un sistema di controllo intuitivo, influenzato ancora da Portopia.
Tra le altre sue opere, si annovera la serie di Itadaki Street, inoltre Horii è stato anche un supervisore di Chrono Trigger, videogioco per Super Nintendo Entertainment System; Horii, in uno dei finali del gioco compare insieme allo staff di sviluppo.
Attualmente Horii è a capo della sua azienda, Armor Project', che ha un contratto di produzione esclusivo con Square Enix, contratto già stabilito con Enix prima della sua fusione con Square. Fa parte del comitato di selezione per l'annuale Super Dash Novel Rookie of the Year Award.

## Lista videogiochi prodotti
| Titolo                                                  | Anno di uscita | Piattaforma          | Scenario | Design | Game director | Altro              |
| ------------------------------------------------------- | -------------- | -------------------- | -------- | ------ | ------------- | ------------------ |
| Love Match Tennis                                       | 1983           | NEC PC-6001          | -        | -      | -             | Sviluppatore       |
| Portopia Renzoku Satsujin Jiken                         | 1983           | NEC PC-6001          | Sì       | -      | -             | Sviluppatore       |
| Hokkaidō Rensa Satsujin: Ohōtsuku Ni Kiyu               | 1984           | NEC PC-8801          | Sì       | -      | -             | -                  |
| Karuizawa Yūkai Annai                                   | 1985           | NEC PC-8801          | Sì       | -      | -             | -                  |
| Dragon Quest                                            | 1986           | NES                  | Sì       | -      | -             | -                  |
| Dragon Quest II: Pantheon di spiriti maligni            | 1987           | NES                  | Sì       | -      | -             | -                  |
| Dragon Quest III: E così entrò nella leggenda...        | 1988           | NES                  | Sì       | -      | -             | -                  |
| Dragon Quest IV: Le cronache dei prescelti              | 1990           | NES                  | Sì       | -      | -             | -                  |
| Itadaki Street                                          | 1991           | NES                  | -        | Sì     | -             | -                  |
| Dragon Quest V: La sposa del destino                    | 1992           | Super NES            | Sì       | Sì     | -             | -                  |
| Itadaki Street 2                                        | 1994           | Super NES            | -        | Sì     | -             | -                  |
| Dragon Quest VI: Nel regno dei sogni                    | 1995           | Super NES            | Sì       | Sì     | -             | -                  |
| Chrono Trigger                                          | 1995           | Super NES            | Sì       | -      | -             | Supervisore        |
| Dragon Quest Monsters                                   | 1998           | Game Boy Color       | Sì       | Sì     | -             | Executive director |
| Itadaki Street: Gorgeous King                           | 1998           | PlayStation          | -        | Sì     | -             | -                  |
| Torneko: The Last Hope                                  | 1999           | PlayStation          | Sì       | -      | -             | -                  |
| Dragon Quest VII: Frammenti di un mondo dimenticato     | 2000           | PlayStation          | Sì       | -      | -             | Scenario director  |
| Dragon Quest Monsters 2                                 | 2001           | Game Boy Color       | Sì       | Sì     | -             | Executive director |
| Itadaki Street 3                                        | 2002           | PlayStation 2        | -        | Sì     | -             | -                  |
| Dragon Quest Monsters: Caravan Heart                    | 2003           | Game Boy Advance     | Sì       | Sì     | -             | Executive director |
| Dragon Quest VIII: L'odissea del re maledetto           | 2004           | PlayStation 2        | Sì       | Sì     | -             | -                  |
| Dragon Quest & Final Fantasy in Itadaki Street Special  | 2004           | PlayStation 2        | -        | Sì     | -             | -                  |
| Dragon Quest Heroes: Rocket Slime                       | 2005           | Nintendo DS          | -        | -      | -             | Executive producer |
| Dragon Quest & Final Fantasy in Itadaki Street Portable | 2006           | PlayStation Portable | -        | Sì     | -             | -                  |
| Dragon Quest Monsters: Joker                            | 2006           | Nintendo DS          | -        | Sì     | Sì            | -                  |
| Itadaki Street DS                                       | 2006           | Nintendo DS          | -        | Sì     | -             | -                  |
| Dragon Quest Swords                                     | 2007           | Wii                  | -        | Sì     | -             | -                  |
| Dragon Quest IX: Sentinelle del cielo                   | 2009           | Nintendo DS          | Sì       | Sì     | -             | -                  |
| Itadaki Street Mobile                                   | 2010           | Dispositivo mobile   | -        | Sì     | -             | -                  |
| Fortune Street                                          | 2011           | Wii                  | -        | Sì     | -             | -                  |
| Slime MoriMori Dragon Quest 3: Taikaizoku to Shippo Dan | 2011           | Nintendo 3DS         | -        | -      | -             | Executive producer |
| Dragon Quest X: Mezameshi Itsutsu no Shuzoku Online     | 2012           | Wii, Wii U           | ?        | ?      | ?             | ?                  |
| Dragon Quest XI: Echi di un'era perduta                 | 2018           |                      |          |        |               |                    |